# Grønholt Hegn
Grønholt Hegn er en skov i Fredensborg Kommune. Skoven er fredskov. Skoven består overvejende af rødgran og bøgeskov. Skovens størrelse er 275,1 ha.

## Geologi og jordbund
Skoven ligger i et morænelandskab fra sidste istid, til dels med dødisrelief. Jornbunden er præget af sand og grus.

## Plantevækst
Skoven er domineret af bøg og rødgran.
I skoven findes flere moser, som er tilgroet eller tilplantet med el, birk, ask, sitka og rødgran.

## Fredninger m.m.
Egentlige fredninger er ikke foretaget.
Skoven er fredsskov, og i skoven findes en fredet langdysse.

## Anvendelse
Skoven er produktionsskov.
Skoven fungerer også som ekstensiv udflugtsskov.
Grønholt Hegn indgår i Nationalpark Kongernes Nordsjælland.